# راکی هیل، نیوجرسی
راکی هیل (به انگلیسی: Rocky Hill) شهری در ایالت نیوجرسی کشور ایالات متحده آمریکا است که جمعیت آن در سرشماری سال ۲۰۱۰ میلادی، ۶۸۲ نفر بوده‌است.